# Magyarország a 2014. évi téli olimpiai játékokon
Magyarország az oroszországi Szocsiban  megrendezett 2014. évi téli olimpiai játékok egyik részt vevő nemzete volt. Az országot az olimpián 5 sportágban 16 sportoló képviselte, akik érmet nem szereztek. A magyar csapat végleges névsorát január 27-én fogadták el.
Az olimpiai fogadalmat a jégtáncos Regőczy Krisztina tette, a nyitóünnepségen a magyar zászlót a rövidpályás gyorskorcsolyázó Heidum Bernadett vitte.

## További magyar pontszerzők

### 4. helyezettek
Ezen a téli olimpián a magyar csapat nem szerzett negyedik helyet.

### 5. helyezettek
Ezen a téli olimpián a magyar csapat nem szerzett ötödik helyet.

### 6. helyezettek
| Név                                                                      | Sportág                    | Versenyszám      |
| ------------------------------------------------------------------------ | -------------------------- | ---------------- |
| Darázs Rózsa Heidum Bernadett Keszler Andrea Lajtos Szandra Kónya Zsófia | Rövidpályás gyorskorcsolya | 3000 méter váltó |

## Eredményesség sportáganként
Az alábbi táblázat összefoglalja a magyar versenyzők szereplését. A sportág neve mögött zárójelben lévő szám jelzi, hogy az adott szakág hány versenyszámában indult magyar sportoló.
Az egyes oszlopokban előforduló legmagasabb érték vagy értékek vastagítással kiemelve.

Az olimpiai pontok számát az alábbiak szerint lehet kiszámolni: 1. hely – 7 pont, 2. hely – 5 pont, 3. hely – 4 pont, 4. hely – 3 pont, 5. hely – 2 pont, 6. hely – 1 pont.
| Sportág                        | Helyezések száma | Helyezések száma | Helyezések száma | Helyezések száma | Helyezések száma | Helyezések száma | Olimpiai pont | Indulók száma | Indulók száma | Indulók száma |
| Sportág                        |                  |                  |                  | 4.               | 5.               | 6.               | Olimpiai pont | Férfi         | Nő            | Össz.         |
| Alpesisí (7)                   | 0                | 0                | 0                | 0                | 0                | 0                | 0             | 1             | 2             | 3             |
| Biatlon (4)                    | 0                | 0                | 0                | 0                | 0                | 0                | 0             | 1             | 1             | 2             |
| Gyorskorcsolya (1)             | 0                | 0                | 0                | 0                | 0                | 0                | 0             | 1             | 0             | 1             |
| Rövidpályás gyorskorcsolya (7) | 0                | 0                | 0                | 0                | 0                | 1                | 1             | 3             | 5             | 8             |
| Sífutás (3)                    | 0                | 0                | 0                | 0                | 0                | 0                | 0             | 1             | 1             | 2             |
|                                |                  |                  |                  |                  |                  |                  |               |               |               |               |
| Összesen                       | 0                | 0                | 0                | 0                | 0                | 1                | 1             | 7             | 9             | 16            |

## Alpesisí
Férfi
| Versenyző      | Versenyszám      | 1. futam | 1. futam | 2. futam      | 2. futam      | Összesítés | Összesítés |
| Versenyző      | Versenyszám      | Idő      | Hely.    | Idő           | Hely.         | Idő        | Helyezés   |
| -------------- | ---------------- | -------- | -------- | ------------- | ------------- | ---------- | ---------- |
| Farkas Norbert | Műlesiklás       | 55,68    | 58.      | nem ért célba | nem ért célba | kiesett    | kiesett    |
| Farkas Norbert | Óriás-műlesiklás | 1:29,77  | 55.      | 1:31,56       | 50.           | 3:01,33    | 50.        |

Női
| Versenyző   | Versenyszám            | 1. futam | 1. futam | 2. futam | 2. futam | Összesítés | Összesítés |
| Versenyző   | Versenyszám            | Idő      | Hely.    | Idő      | Hely.    | Idő        | Helyezés   |
| ----------- | ---------------------- | -------- | -------- | -------- | -------- | ---------- | ---------- |
| Berecz Anna | Lesiklás               |          |          |          |          | 1:50,97    | 35.        |
| Berecz Anna | Műlesiklás             | 1:03,28  | 44.      | 1:01,64  | 38.      | 2:04,92    | 35.        |
| Berecz Anna | Óriás-műlesiklás       | 1:26,96  | 53.      | 1:27,09  | 48.      | 2:54,05    | 48.        |
| Berecz Anna | Szuperóriás-műlesiklás |          |          |          |          | 1:33,07    | 28.        |
| Miklós Edit | Lesiklás               |          |          |          |          | 1:42,28    | 7.         |
| Miklós Edit | Óriás-műlesiklás       | 1:24,40  | 41.      | 1:22,19  | 33.      | 2:46,59    | 34.        |
| Miklós Edit | Szuperóriás-műlesiklás |          |          |          |          | 1:27,87    | 15.        |

| Versenyző   | Versenyszám | Lesiklás | Lesiklás | Műlesiklás | Műlesiklás | Összesítés | Összesítés |
| Versenyző   | Versenyszám | Idő      | Hely.    | Idő        | Hely.      | Idő        | Helyezés   |
| ----------- | ----------- | -------- | -------- | ---------- | ---------- | ---------- | ---------- |
| Berecz Anna | Összetett   | 1:50,28  | 33.      | 58,41      | 21.        | 2:48,69    | 21.        |
| Miklós Edit | Összetett   | 1:44,32  | 13.      | 57,29      | 19.        | 2:41,61    | 16.        |

## Biatlon
Férfi
| Versenyző     | Versenyszám  | Időeredmény | Lövőhiba    | Helyezés |
| ------------- | ------------ | ----------- | ----------- | -------- |
| Gombos Károly | 10 km sprint | 28:04,3     | 1 (0+1)     | 79.      |
| Gombos Károly | 20 km egyéni | 1:05:16,7   | 8 (0+4+1+3) | 88.      |

Női
| Versenyző   | Versenyszám   | Időeredmény | Lövőhiba    | Helyezés |
| ----------- | ------------- | ----------- | ----------- | -------- |
| Szőcs Emőke | 7,5 km sprint | 24:15,4     | 2 (0+2)     | 70.      |
| Szőcs Emőke | 15 km egyéni  | 54:12,3     | 6 (1+1+1+3) | 70.      |

## Gyorskorcsolya
Férfi
| Versenyző   | Versenyszám | Eredmény | Helyezés |
| ----------- | ----------- | -------- | -------- |
| Nagy Konrád | 1500 m      | 1:48,12  | 26.      |

## Rövidpályás gyorskorcsolya
Férfi
| Versenyző          | Versenyszám | Előfutam | Előfutam | Negyeddöntő | Negyeddöntő | Elődöntő | Elődöntő | B döntő | B döntő | Döntő   | Döntő   | Helyezés |
| Versenyző          | Versenyszám | Idő      | Hely.    | Idő         | Hely.       | Idő      | Hely.    | Idő     | Hely.   | Idő     | Hely.   | Helyezés |
| ------------------ | ----------- | -------- | -------- | ----------- | ----------- | -------- | -------- | ------- | ------- | ------- | ------- | -------- |
| Béres Bence        | 1000 m      | 1:27,735 | 4.       | kiesett     | kiesett     | kiesett  | kiesett  | kiesett | kiesett | kiesett | kiesett | 26.      |
| Béres Bence        | 1500 m      | 2:20,327 | 6.       |             |             | kiesett  | kiesett  | kiesett | kiesett | kiesett | kiesett | 33.      |
| Knoch Viktor       | 500 m       | 42,261   | 2.       | 42,043      | 3.          | kiesett  | kiesett  | kiesett | kiesett | kiesett | kiesett | 12.      |
| Knoch Viktor       | 1000 m      | 1:25,426 | 2.       | 1:35,673    | 5.          | kiesett  | kiesett  | kiesett | kiesett | kiesett | kiesett | 18.      |
| Knoch Viktor       | 1500 m      | 2:47,714 | 6.       |             |             | kiesett  | kiesett  | kiesett | kiesett | kiesett | kiesett | 34.      |
| Liu Shaolin Sándor | 500 m       | 41,683   | 3.       | kiesett     | kiesett     | kiesett  | kiesett  | kiesett | kiesett | kiesett | kiesett | 18.      |
| Liu Shaolin Sándor | 1000 m      | 1:35,935 | 3. ADV   | 1:24,966    | 4.          | kiesett  | kiesett  | kiesett | kiesett | kiesett | kiesett | 16.      |
| Liu Shaolin Sándor | 1500 m      | 2:14,055 | 4.       |             |             | kiesett  | kiesett  | kiesett | kiesett | kiesett | kiesett | 20.      |

Női
| Versenyző                                                                | Versenyszám      | Előfutam | Előfutam | Negyeddöntő | Negyeddöntő | Elődöntő | Elődöntő | B döntő  | B döntő | Döntő   | Döntő   | Helyezés    |
| Versenyző                                                                | Versenyszám      | Idő      | Hely.    | Idő         | Hely.       | Idő      | Hely.    | Idő      | Hely.   | Idő     | Hely.   | Helyezés    |
| ------------------------------------------------------------------------ | ---------------- | -------- | -------- | ----------- | ----------- | -------- | -------- | -------- | ------- | ------- | ------- | ----------- |
| Keszler Andrea                                                           | 500 m            | 45,215   | 4.       | kiesett     | kiesett     | kiesett  | kiesett  | kiesett  | kiesett | kiesett | kiesett | 28.         |
| Heidum Bernadett                                                         | 1000 m           | kizárták | kizárták | kiesett     | kiesett     | kiesett  | kiesett  | kiesett  | kiesett | kiesett | kiesett | helyezetlen |
| Heidum Bernadett                                                         | 1500 m           | 2:21,826 | 2.       |             |             | 2:20,196 | 3.       | 2:26,004 | 4.      |         |         | 9.          |
| Kónya Zsófia                                                             | 1500 m           | 2:55,523 | 5.       |             |             | kiesett  | kiesett  | kiesett  | kiesett | kiesett | kiesett | 30.         |
| Darázs Rózsa Heidum Bernadett Keszler Andrea Lajtos Szandra Kónya Zsófia | 3000 méter váltó |          |          |             |             | 4:15,473 | 4.       | 4:24,496 | 3.      |         |         | 6.          |

## Sífutás
Férfi
| Versenyző   | Versenyszám | Selejtező | Selejtező | Negyeddöntő | Negyeddöntő | Elődöntő | Elődöntő | Döntő   | Döntő    |
| Versenyző   | Versenyszám | Idő       | Hely.     | Idő         | Hely.       | Idő      | Hely.    | Idő     | Helyezés |
| ----------- | ----------- | --------- | --------- | ----------- | ----------- | -------- | -------- | ------- | -------- |
| Szabó Milán | 15 km       |           |           |             |             |          |          | 47:01,3 | 78.      |
| Szabó Milán | Sprint      | 3:59,68   | 73.       | kiesett     | kiesett     | kiesett  | kiesett  | kiesett | 73.      |

Női
| Versenyző   | Versenyszám | Selejtező | Selejtező | Negyeddöntő | Negyeddöntő | Elődöntő | Elődöntő | Döntő   | Döntő    |
| Versenyző   | Versenyszám | Idő       | Hely.     | Idő         | Hely.       | Idő      | Hely.    | Idő     | Helyezés |
| ----------- | ----------- | --------- | --------- | ----------- | ----------- | -------- | -------- | ------- | -------- |
| Simon Ágnes | 10 km       |           |           |             |             |          |          | 38:36,7 | 69.      |
| Simon Ágnes | Sprint      | 3:04,72   | 66.       | kiesett     | kiesett     | kiesett  | kiesett  | kiesett | 66.      |